# Paul Dittrich (fotograf)

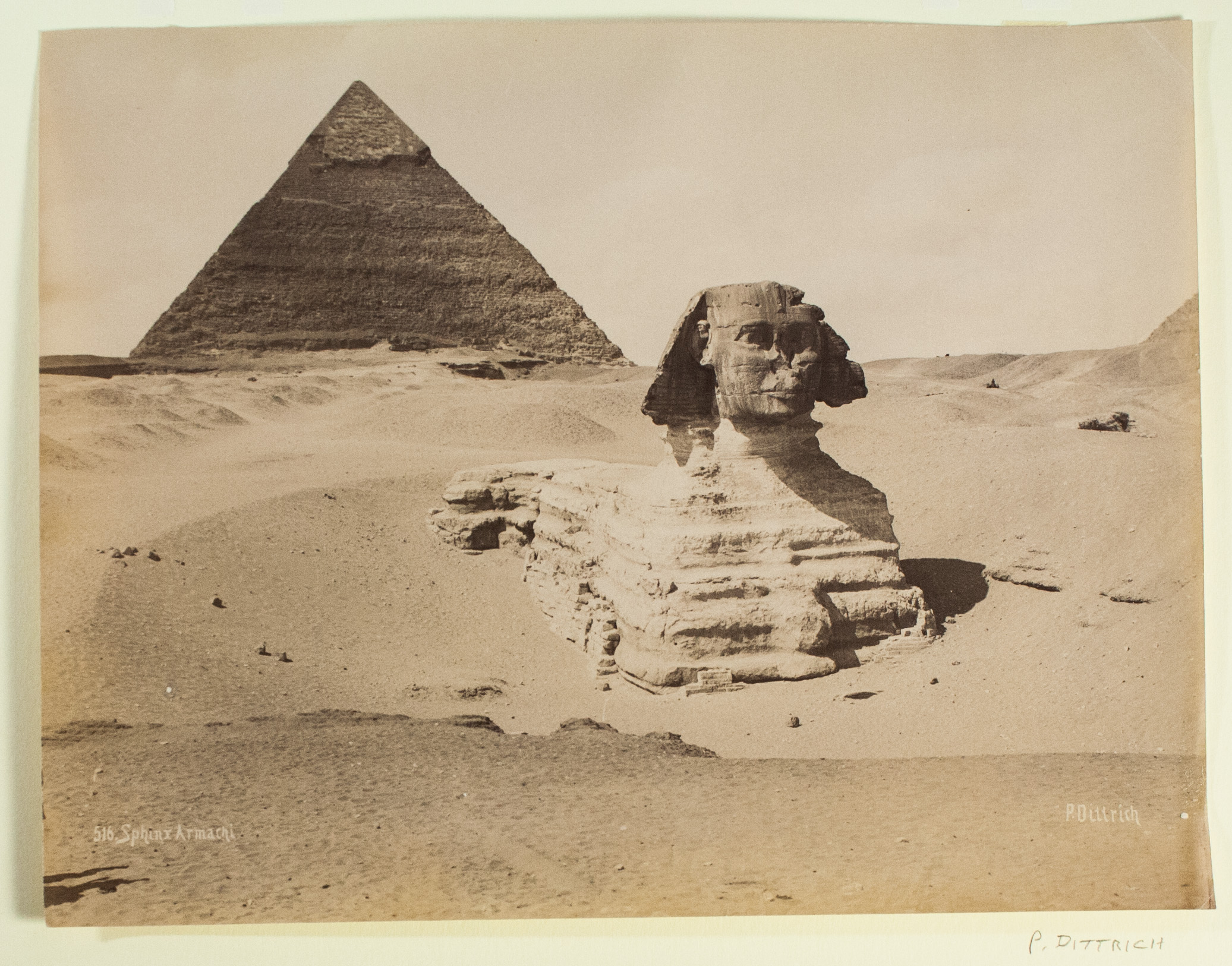
Obálka alba "Sphinx Armachi" z portfolia studia P. Dittricha nástupce I. Heymana, pořízený před rokem 1886

Paul Dittrich (11. listopadu 1868, Vídeň, Rakousko-Uhersko – 30. prosince 1939, Salcburk, nacistické Německo) byl rakouský fotograf aktivní v Egyptě.

## Životopis
Paul Dittrich se prosadil v osmanském Egyptě v roce 1894. Vystřídal Ignaze Heymana v Heymanově studiu v Káhiře. Dittrich byl jedním z fotografů egyptského dvora.

Americký novinář Amédée Baillot de Guerville se na něj ve své knize Nový Egypt (1905) odvolává takto:
„Těm v Káhiře mohu vřele doporučit buď M. Lekégiana nebo M. Dittricha, dvorního fotografa. Ten má nádhernou sbírku portrétů, obdivuhodně provedených, všech důležitějších osob. Jeho pokoje jsou skutečným muzeem všech celebrit, mužských i ženských, které Káhira za posledních pětadvacet let poznala.“ 

## Galerie

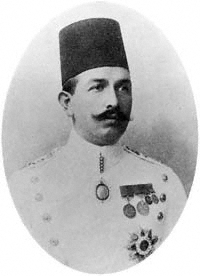
Khedive Abbas II. egyptský, asi 1900
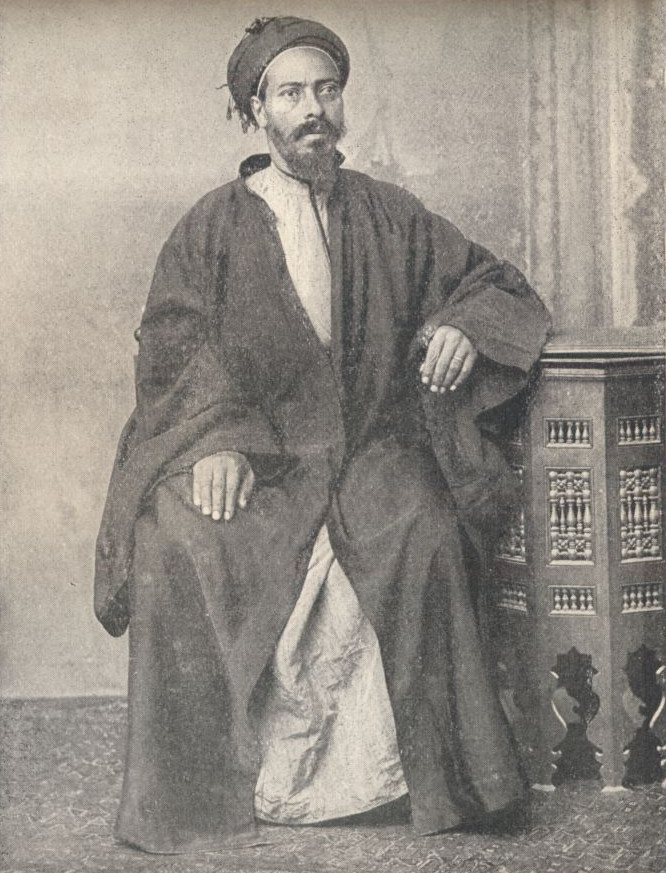
Muž v tradičním oděvu, 1918
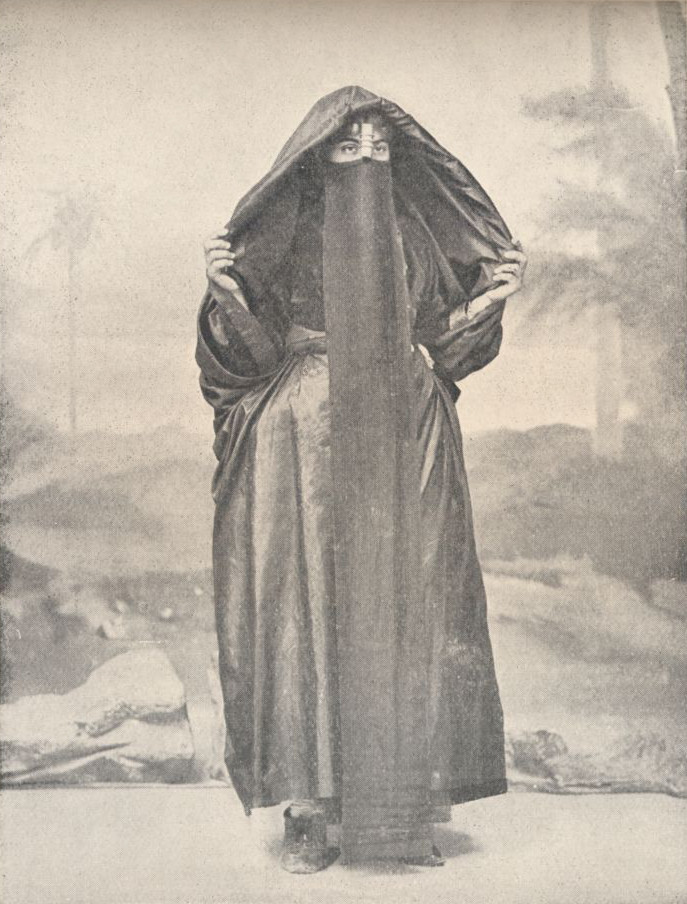
Zahalená žena v tradičním oděvu, 1918
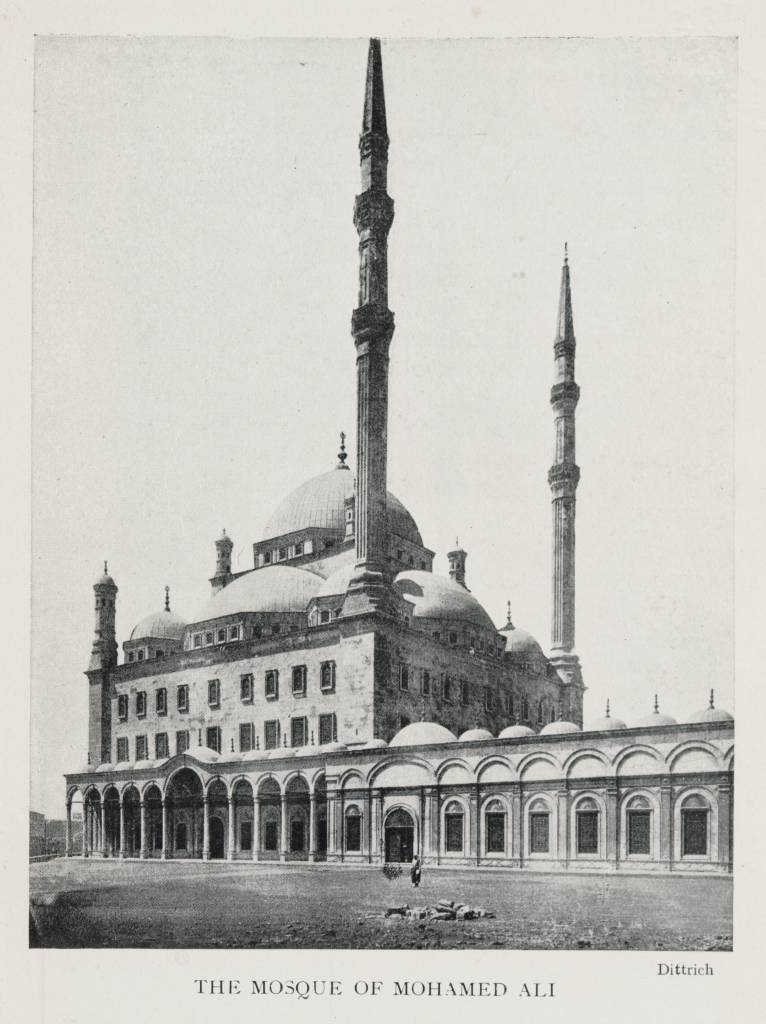
Mešita Mohameda Aliho, 1906
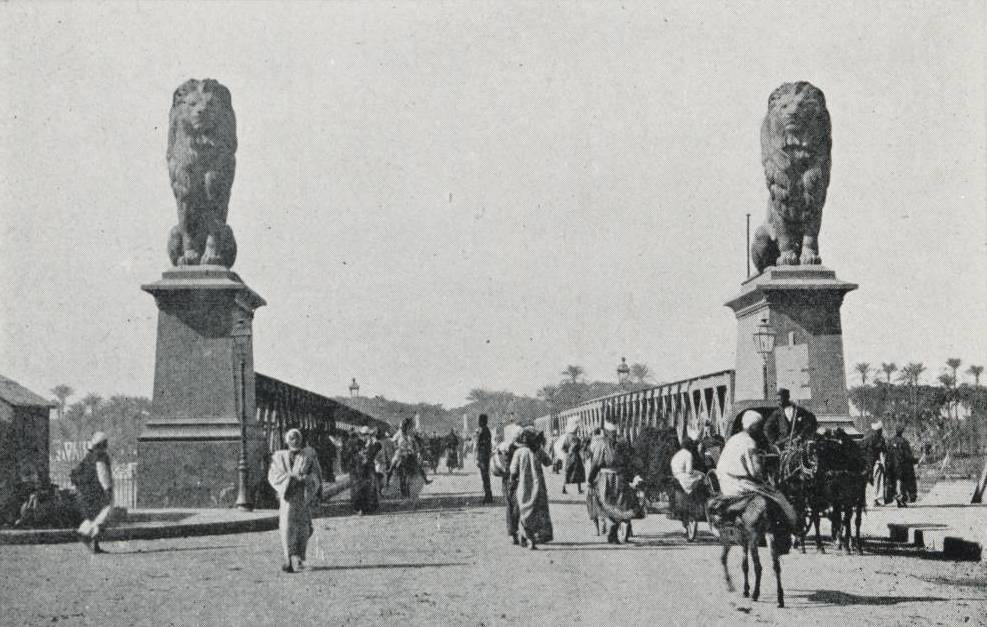
Most Ghezireh, 1906
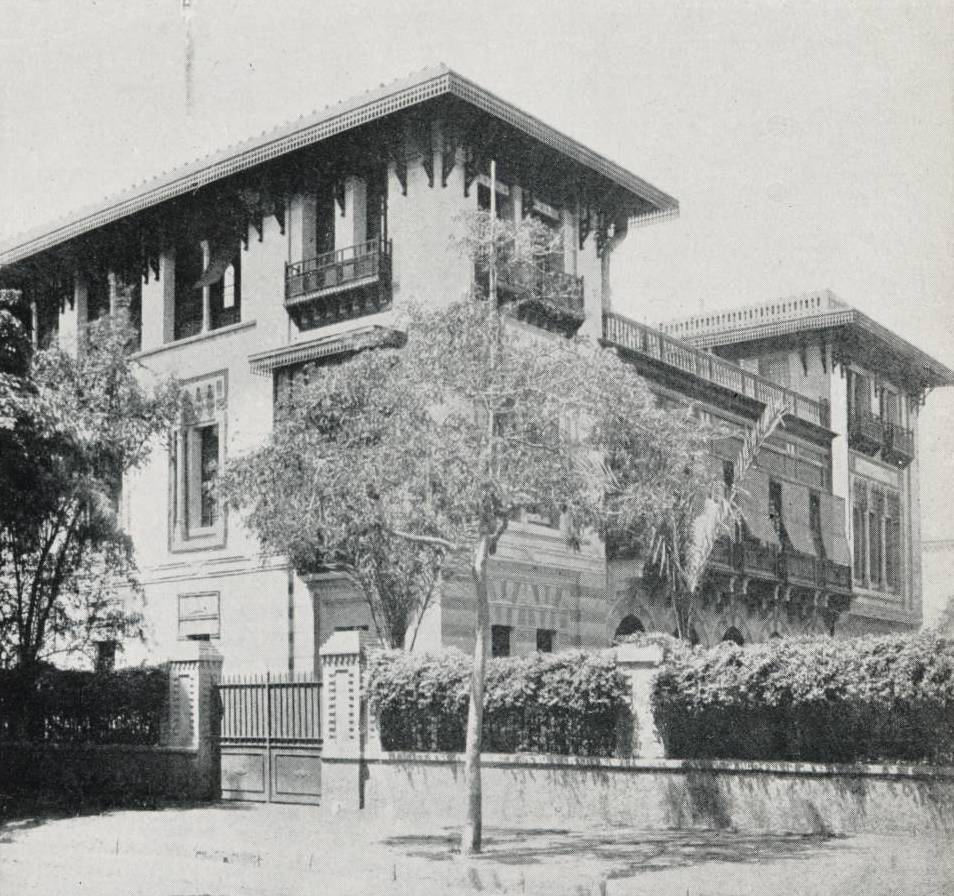
Francouzská diplomatická agentura, 1906
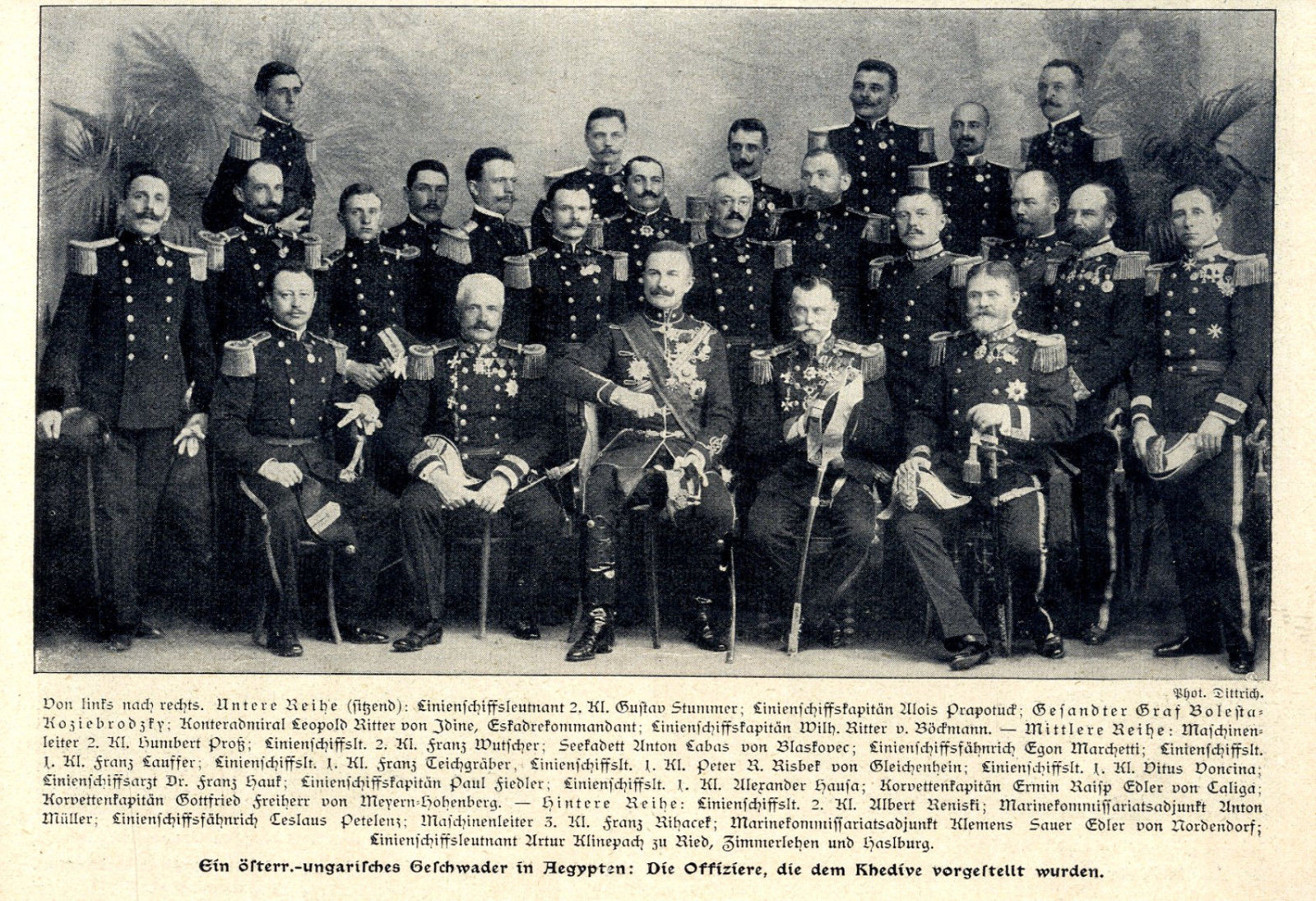
Důstojníci rakousko-uherského námořnictva na návštěvě Egypta, 1906
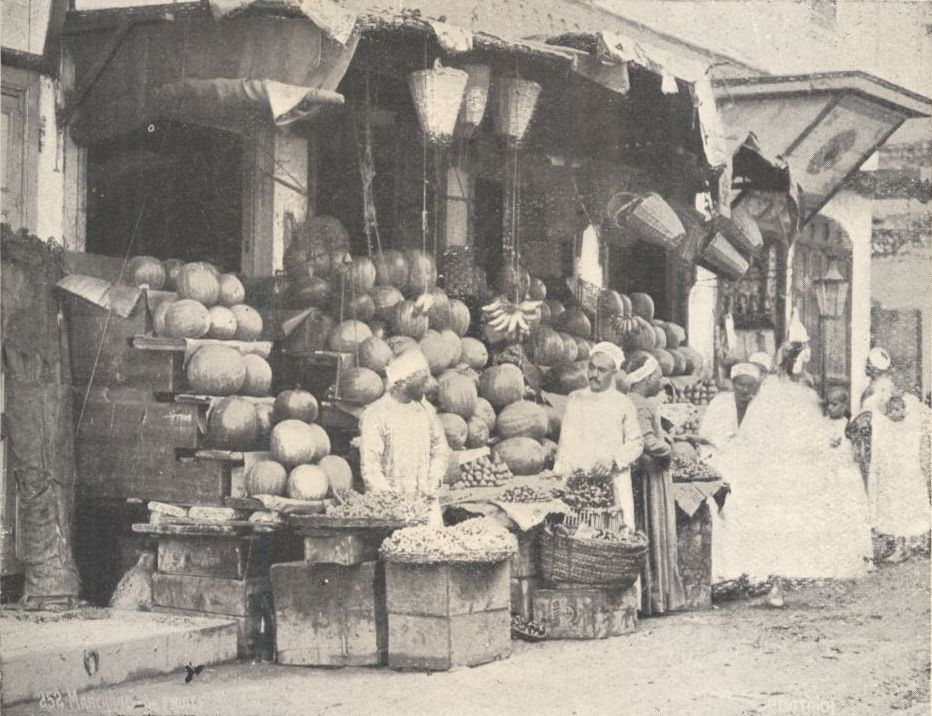
Tržnice s ovocem
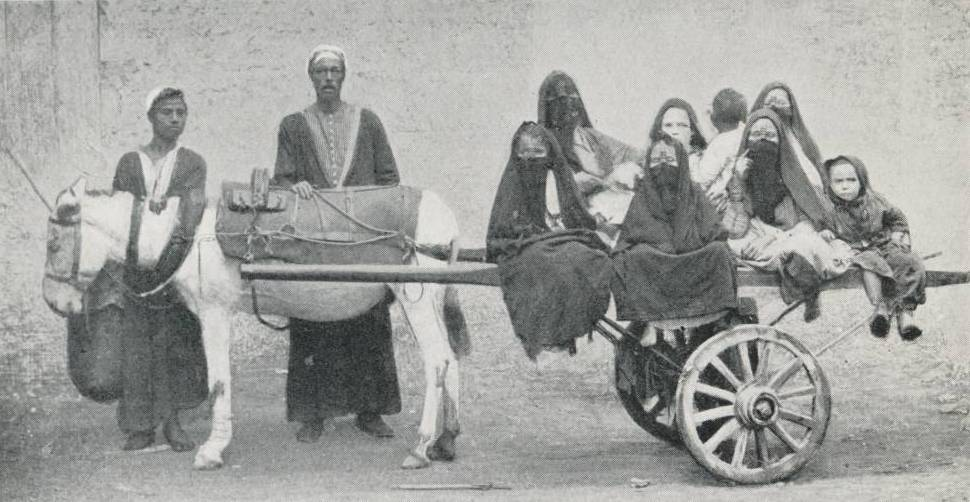
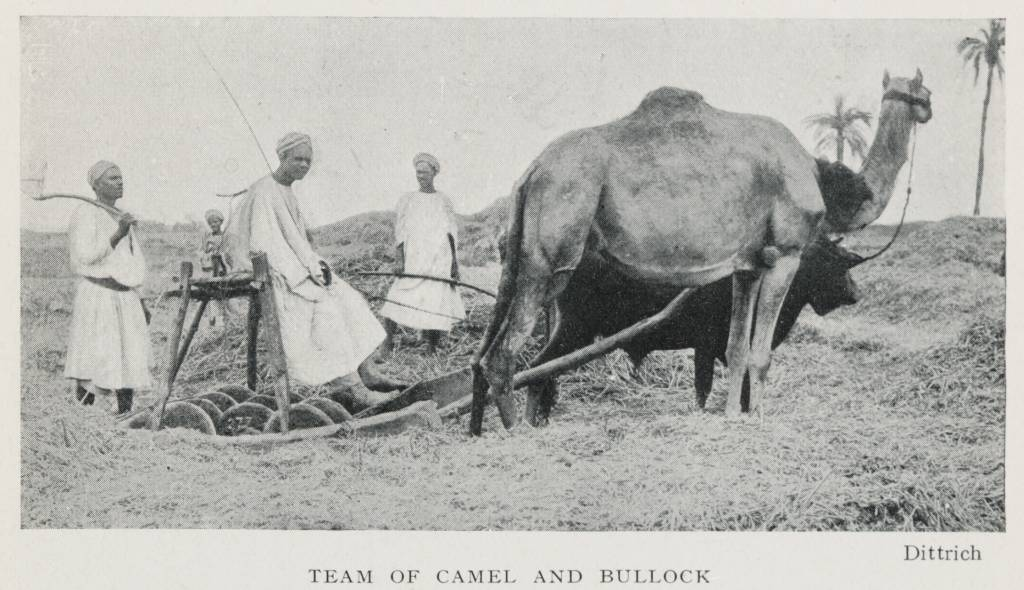
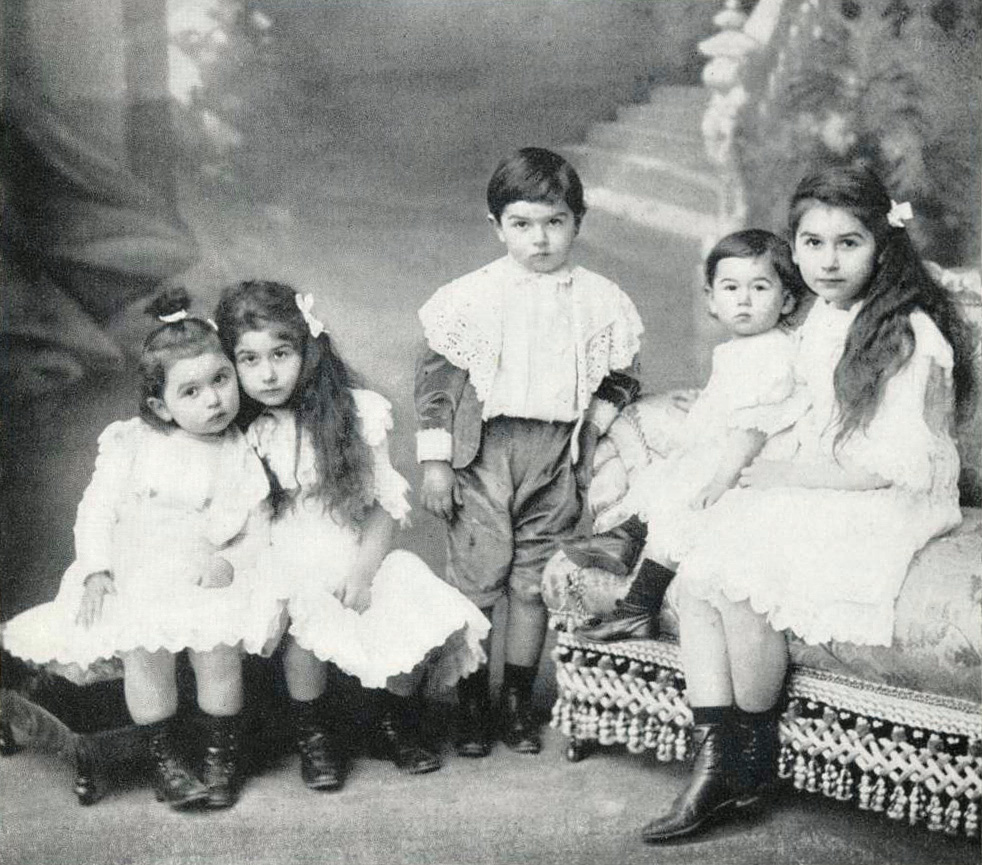